# PHASR

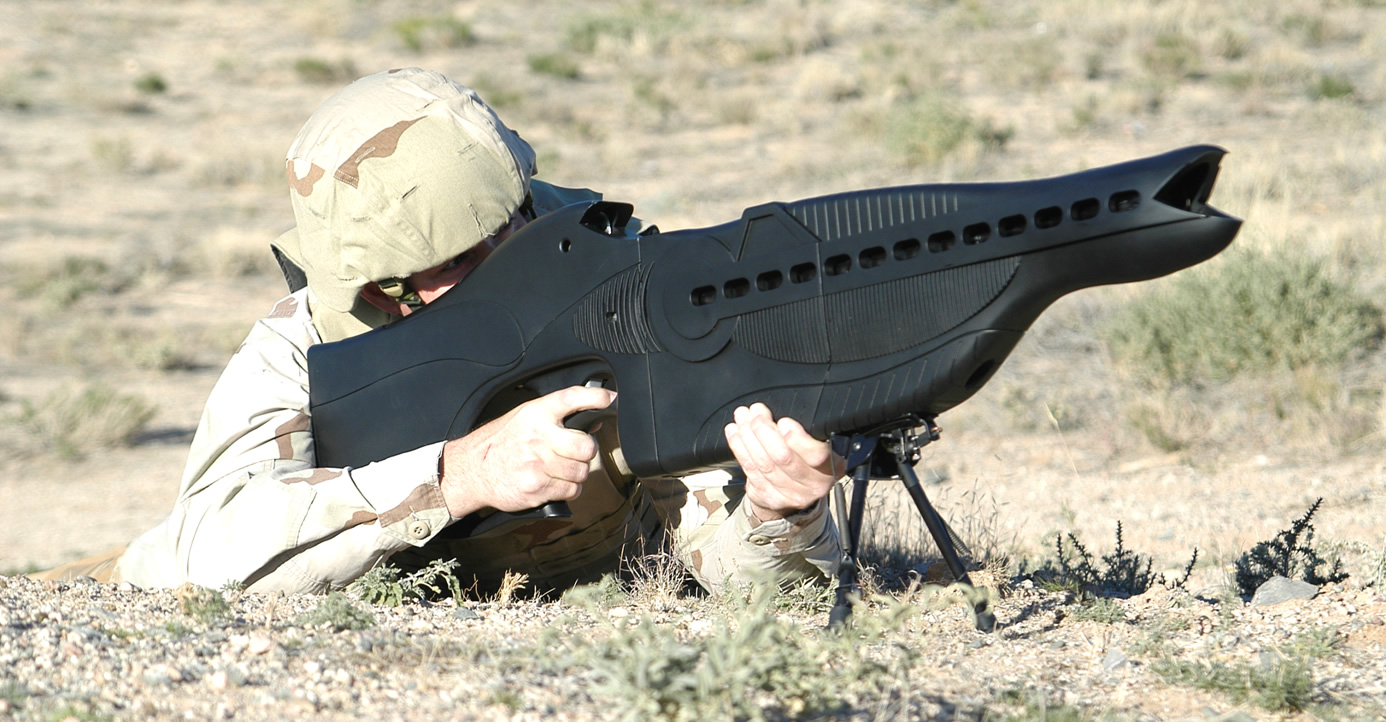
PHASR предназначена для временного ослепления противника

PHASR (аббр. от англ. Personnel halting and stimulation response rifle; персональная винтовка останавливающего и стимулирующего (раздражающего) воздействия) — лазерное оружие нелетального действия, разработанное Министерством обороны США. Применяется для дезориентации и временного ослепления противника. Прототипом нынешней винтовки PHASR послужило британское лазерное оружие Dazzler, применявшееся для ослепления аргентинских лётчиков во время Войны за Фолклендские острова.
PHASR является лазером низкой интенсивности — его ослепляющий эффект носит временный характер, поэтому она разрешена конвенцией ООН 1995 года, запрещающей использование лазеров, вызывающих постоянную слепоту в качестве оружия. Имеется возможность изменения длины волны лазера. Лазерная винтовка была разработана на базе ВВС США в Киртланде (штат Нью-Мексико) исследовательской лабораторией ВВС.
Мощности аккумулятора винтовки не хватало на то, чтобы произвести выстрел летального действия. Лазерная винтовка PHASR рассматривалась как перспективное полицейское оружие, но правительство США было вынуждено отказаться от идеи применения PHASR где бы то ни было.
Вместо поражающего действия винтовка PHASR  производит тепловое и световое. Мощности винтовки вполне хватает, чтобы разогреть кожу противника до болевого шока, при этом лазерный луч воздействует независимо от применяемых им средств индивидуальной защиты. Каким по продолжительности должно быть воздействие для того или иного результата — не уточняется.